# 葉山 (村山市)
葉山（はやま）は、山形県村山市と寒河江市の市境上にある標高1,462mの山。全国の他の葉山と区別するために村山葉山と呼ばれることもあるが、地元では単に葉山と呼ばれる。かつては山岳信仰の対象となっていた。

## 概要
葉山は出羽山地に位置している第三紀の成層火山で、かつては第四紀の火山に分類されることもあったが、K-Ar年代の測定により、419万年前～361万年前の数値が出たため、第三紀の火山に分類されている。
このように葉山はすでに活動を終え、かなりの時間が過ぎたいわゆる死火山であるが、山体にはかつて噴火活動があった形跡として2か所の爆裂火口が山頂部に残る。その頃に噴出したものと推定される泥流が山に堆積している。
自然面では、山頂近くまでブナ林が分布し、高山植物もみられる。湿地帯もある。山頂には奥の院（葉山神社）があり、一等三角点が設置されている。

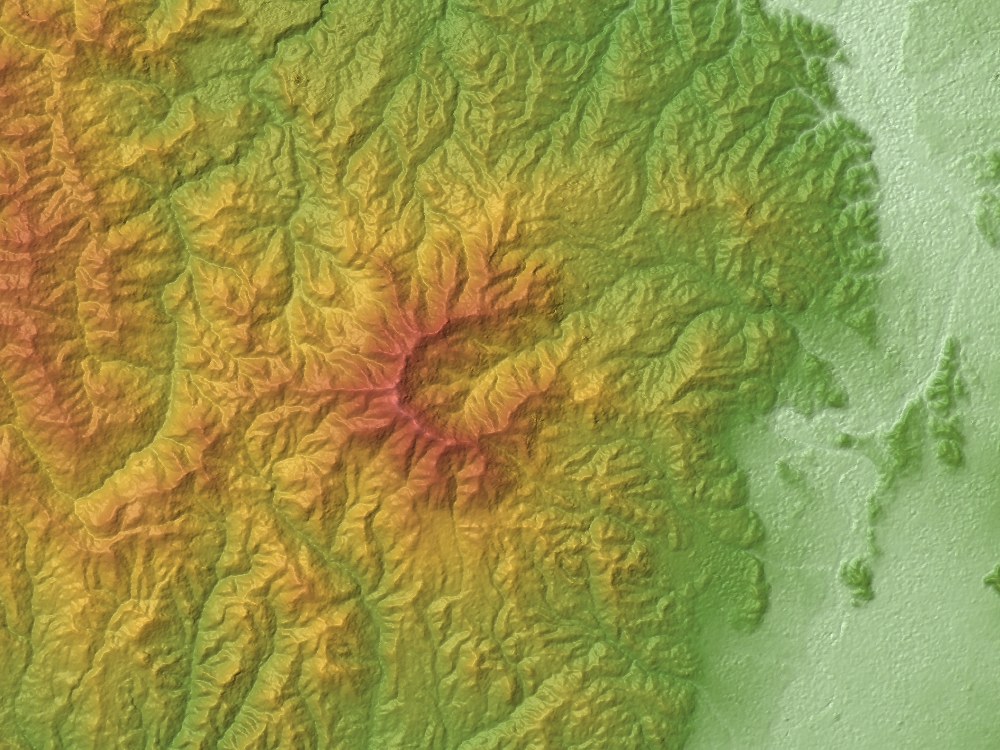
地形図
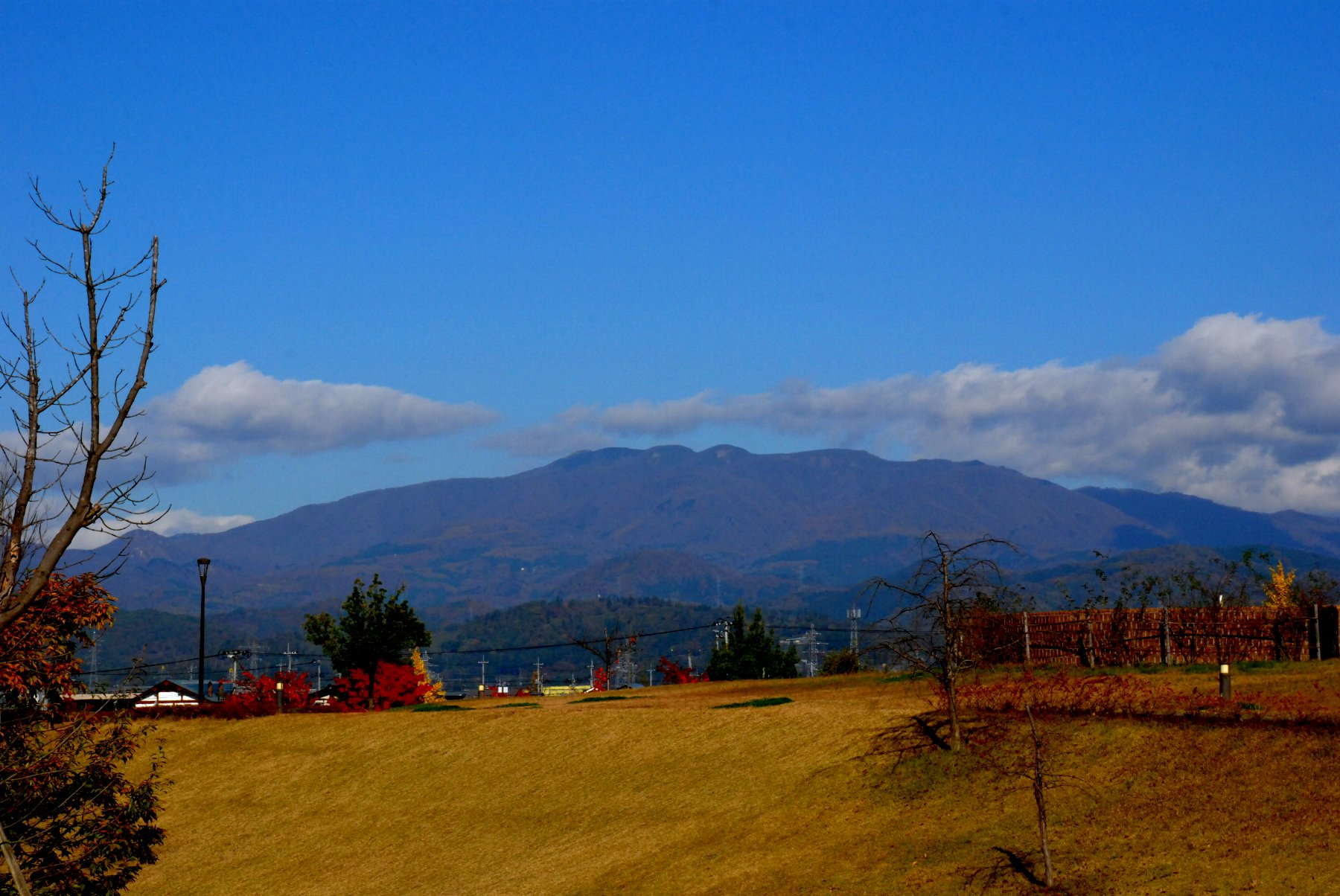
寒河江市から見た葉山

## 山岳信仰
葉山は、山岳信仰の山として東北地方一円の尊敬を受けていた。
東北地方には、葉山信仰と呼ばれる信仰がある。葉山は「羽山」「端山」とも書かれ、里から離れた「奥山」に対し、里に近い山という意味をもつ。葉山には農業の神が住むとされ、季節の折々に山に登り、五穀豊穣を祈った。村山葉山は特に、役小角が山を開いて以降は修験道の山となり、山麓に寺院や宿坊が作られ、江戸時代初期までは羽黒山・月山とともに出羽三山の一山に数えられていた。のちに出羽三山の一山となる湯殿山を奥山に見立て、その手前にある葉山という形である。葉山の神は、「葉山薬師権現」と呼ばれていた。
初期には、天台宗・真言宗兼学の慈恩寺が葉山別当寺であり、この地を領していた大江氏、最上氏の庇護を受けつつ葉山修験の中心となっていたが、天文年間に慈恩寺が葉山と関係を絶ち、三合山(十部一峠)を奥の院としてからは葉山の山岳修験は衰退し、いつしか出羽三山からも外れることとなった。
江戸時代には、寒河江市畑にあった天台宗大円院が葉山修験の中心となった。かつては12坊の壮大な伽藍を誇り、新庄藩の庇護を受け、新庄藩の祈祷所でもあった。葉山は、農業の神のみならず、最上川水運の守り神として、船頭からも尊敬されたという。
明治時代になると、葉山修験はますます衰亡し、1946年（昭和21年）大円院の敷地がGHQアメリカ陸軍大高根演習場の着弾地に指定されると、大円院への立ち入りが禁止され、寺院は取り壊されて葉山修験はほぼ消滅してしまった。なお、大円院は規模を大幅に縮小して1950年(昭和25年)に村山市岩野に移転し、寺院として現存している。また、もともと葉山で修験を行っていた坊が、慈恩寺の坊として寒河江市慈恩寺に現存する。

## 登山
山頂に奥の院（葉山神社）あり。奥の院の周囲は湿地となっており、高山植物が楽しめる。

### コース
- 肘折コース（大蔵村）：三本橋～山頂（所要時間2時間30分）
- 十部一峠コース（寒河江市・大蔵村）：十部一峠～黒盛～山頂（黒盛～山頂、所要時間1時間）
- 畑コース（寒河江市）：葉山市民荘(旧 白岩小中学校畑分校)～葉山キャンプ場～お花畑～山頂（所要時間3時間）
- 岩野コース（寒河江市・村山市）：葉山林間キャンプ場～大円院跡～お田沼～お花畑～山頂（所要時間3時間30分）
- シャムコース（村山市）：樽石～セナザ牧場～山頂（セナザ牧場～山頂、所要時間4時間20分）
- 山の内コース（村山市）：山の内～清水～烏帽子岩～古御室山～山頂（所要時間5時間30分）

### アクセス
- 肘折コース三本橋登山口：肘折温泉から車で40分
- 十部一峠コース登山口：寒河江駅から車で70分
黒盛：十部一峠から車で15分
- 畑コース葉山市民荘登山口：寒河江駅から車で40分（駐車場あり）
- 岩野コース葉山林間キャンプ場登山口：村山駅から車で45分
大円院跡登山口：寒河江駅から車で35分（駐車場あり）
- シャムコースセナザ牧場登山口：村山駅から車で40分
- 山の内コース登山口：村山駅から村山市営バスで45分（大鳥居バス停下車）

## ギャラリー

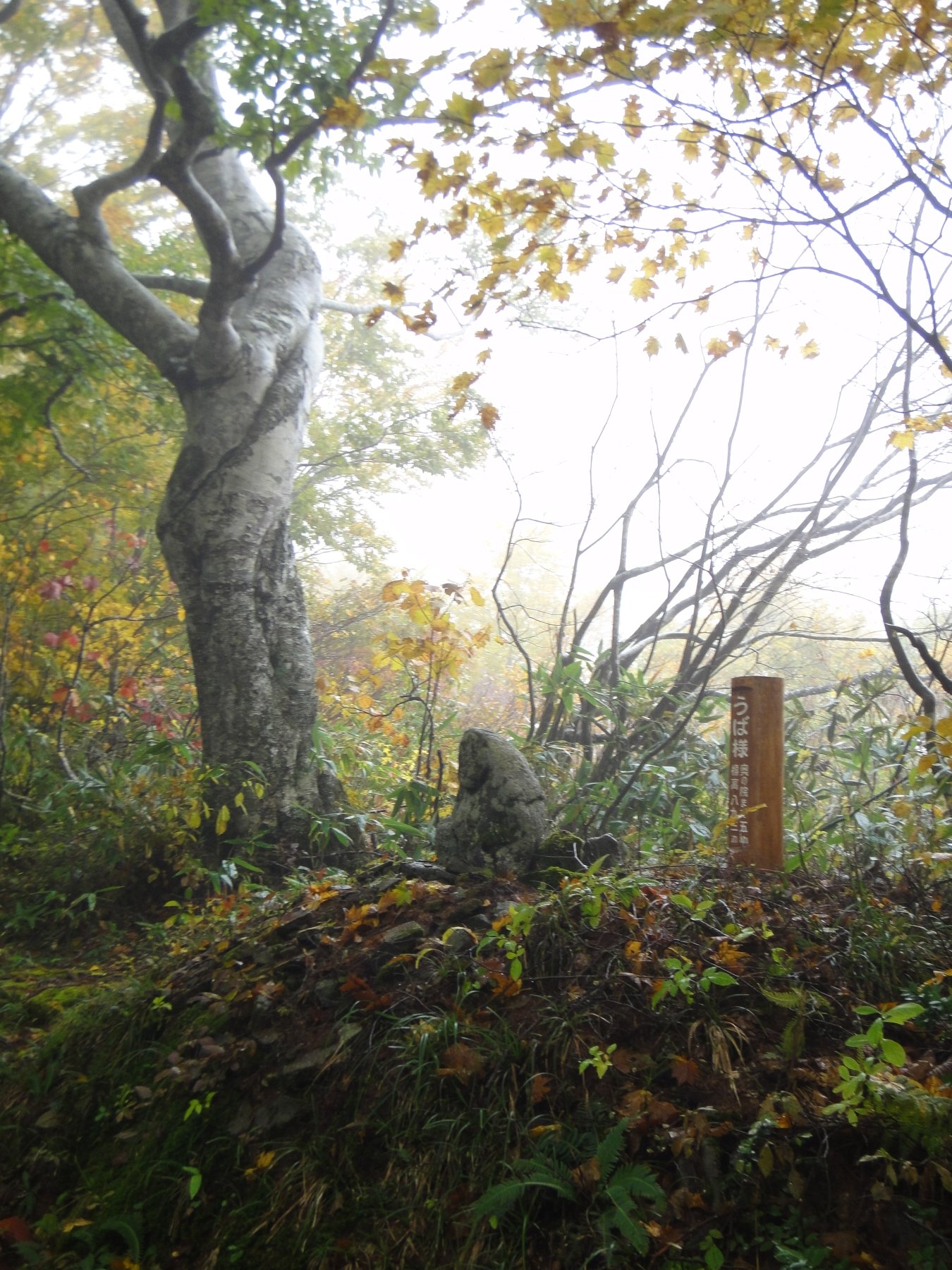
うば様（岩野コース）
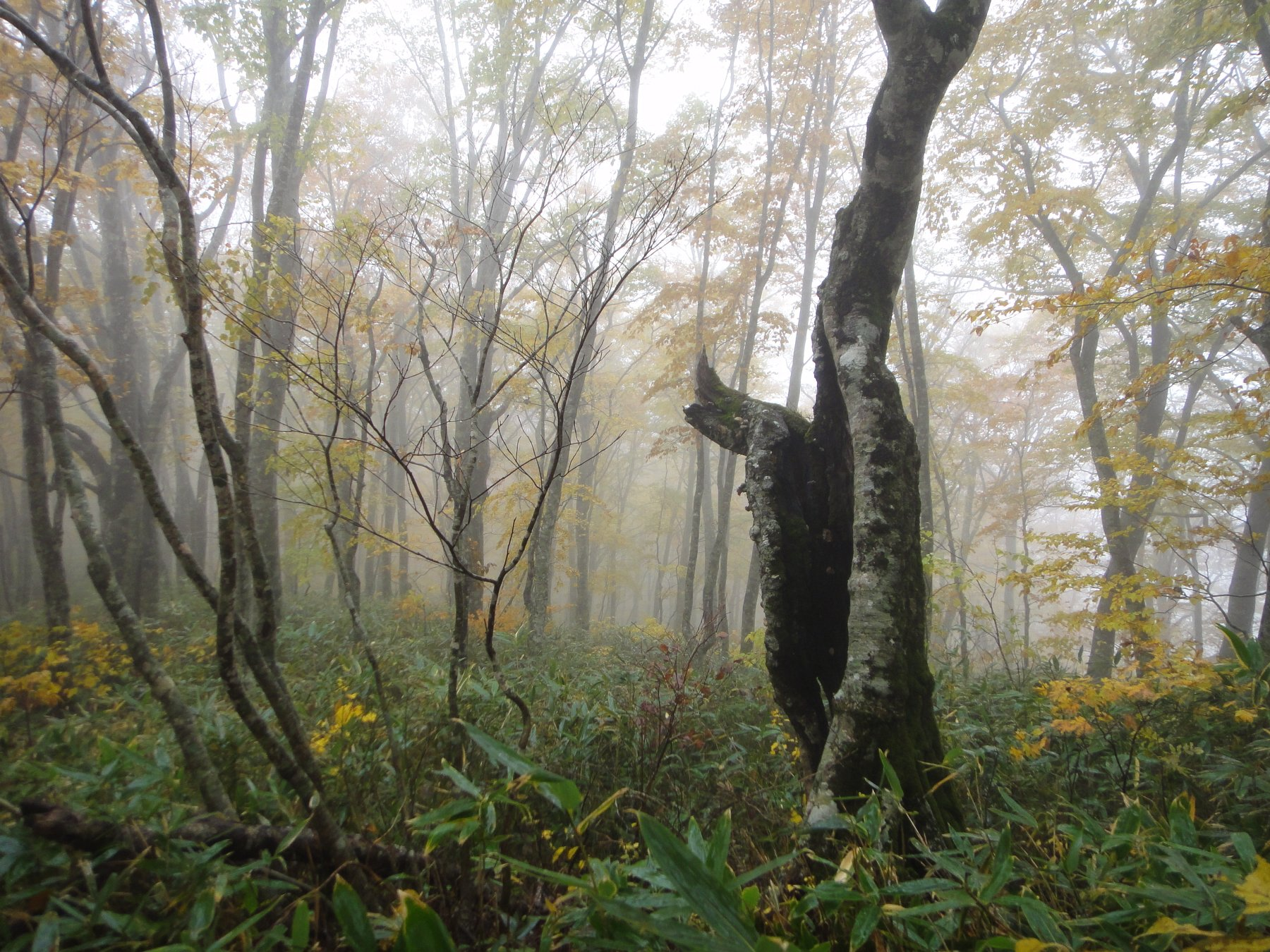
ぶな林（岩野コース）
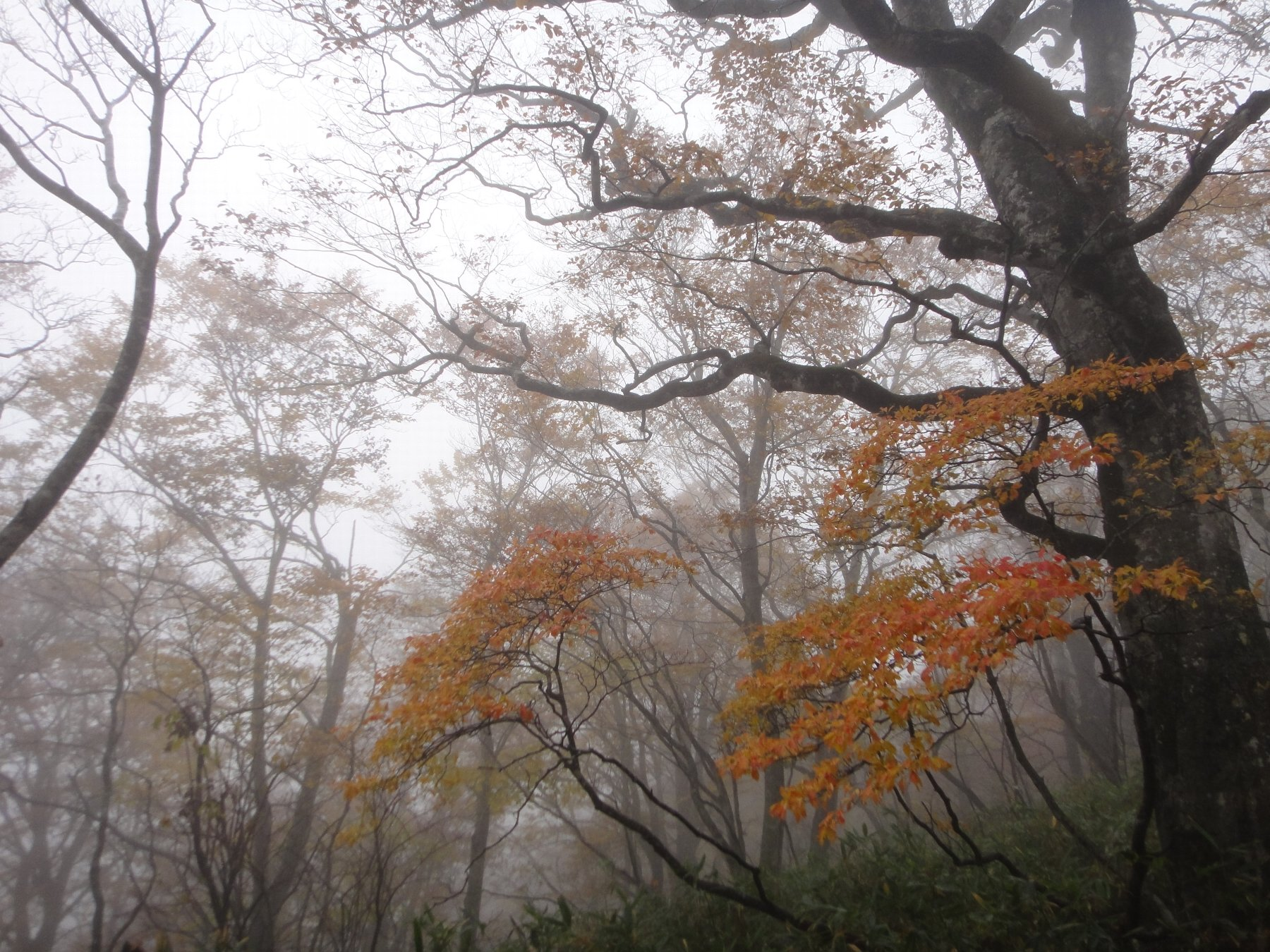
ぶな林（岩野コース）
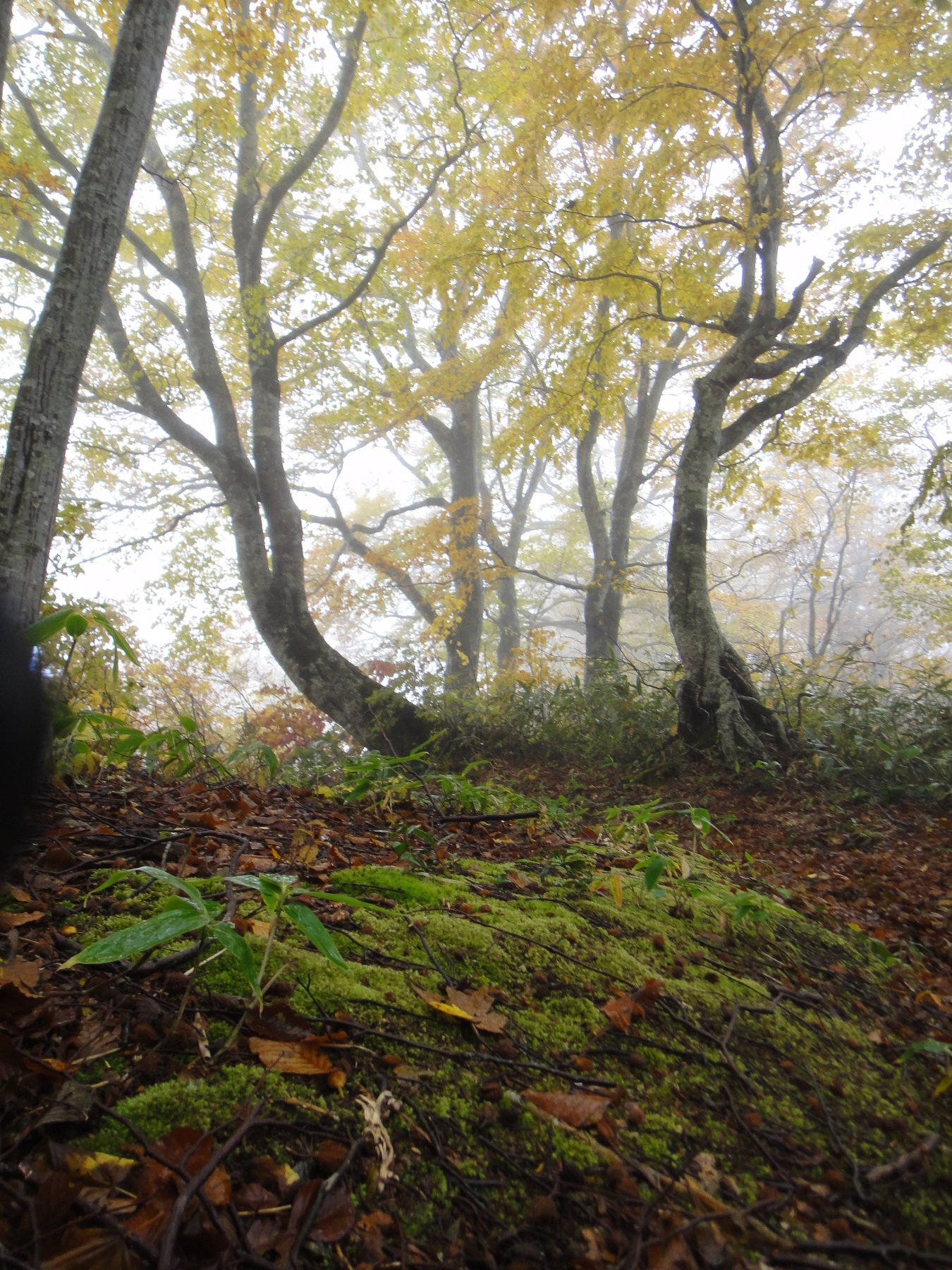
三宝荒神（岩野コース）
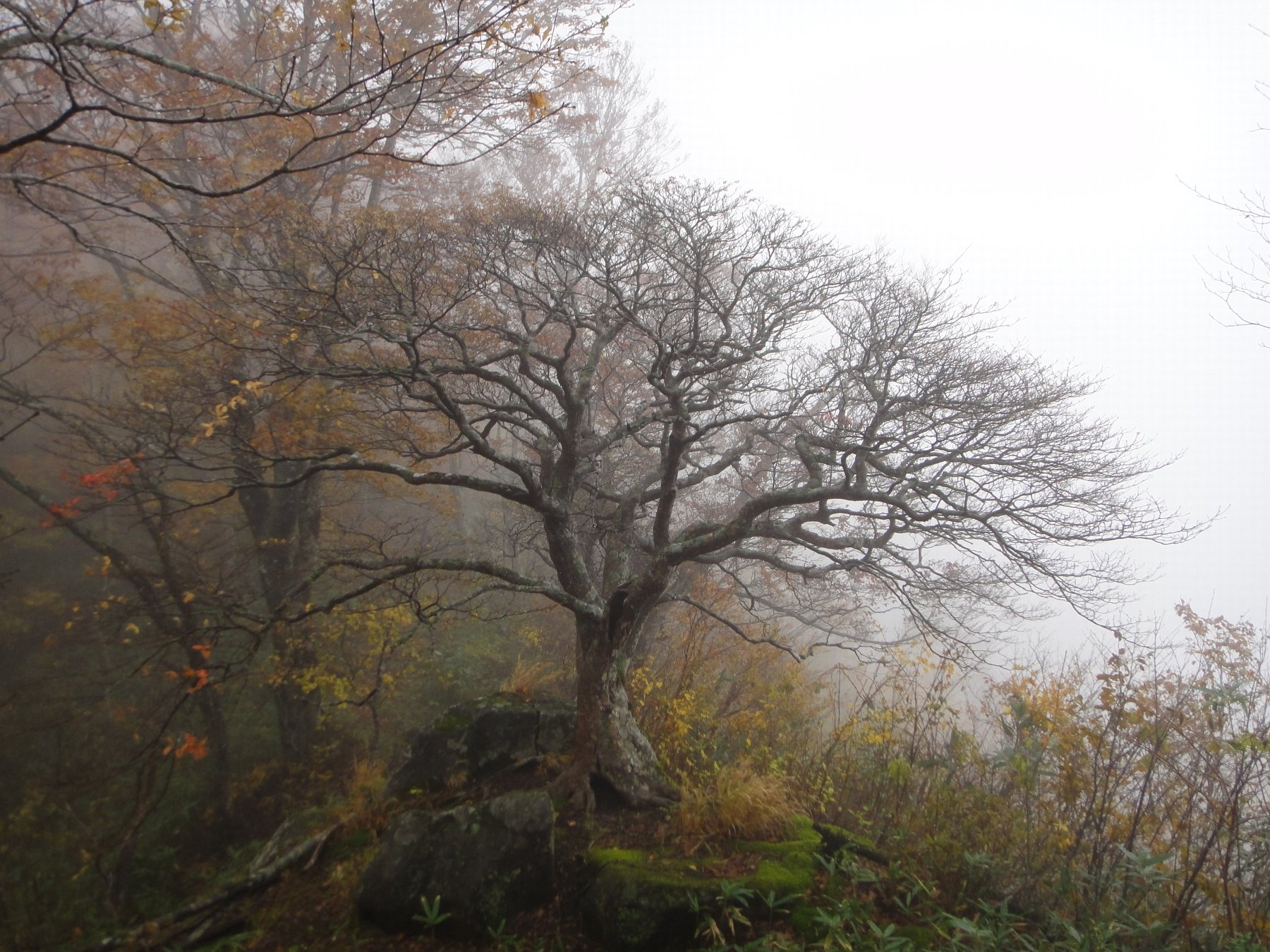
百万ドルのドウタン（岩野コース）
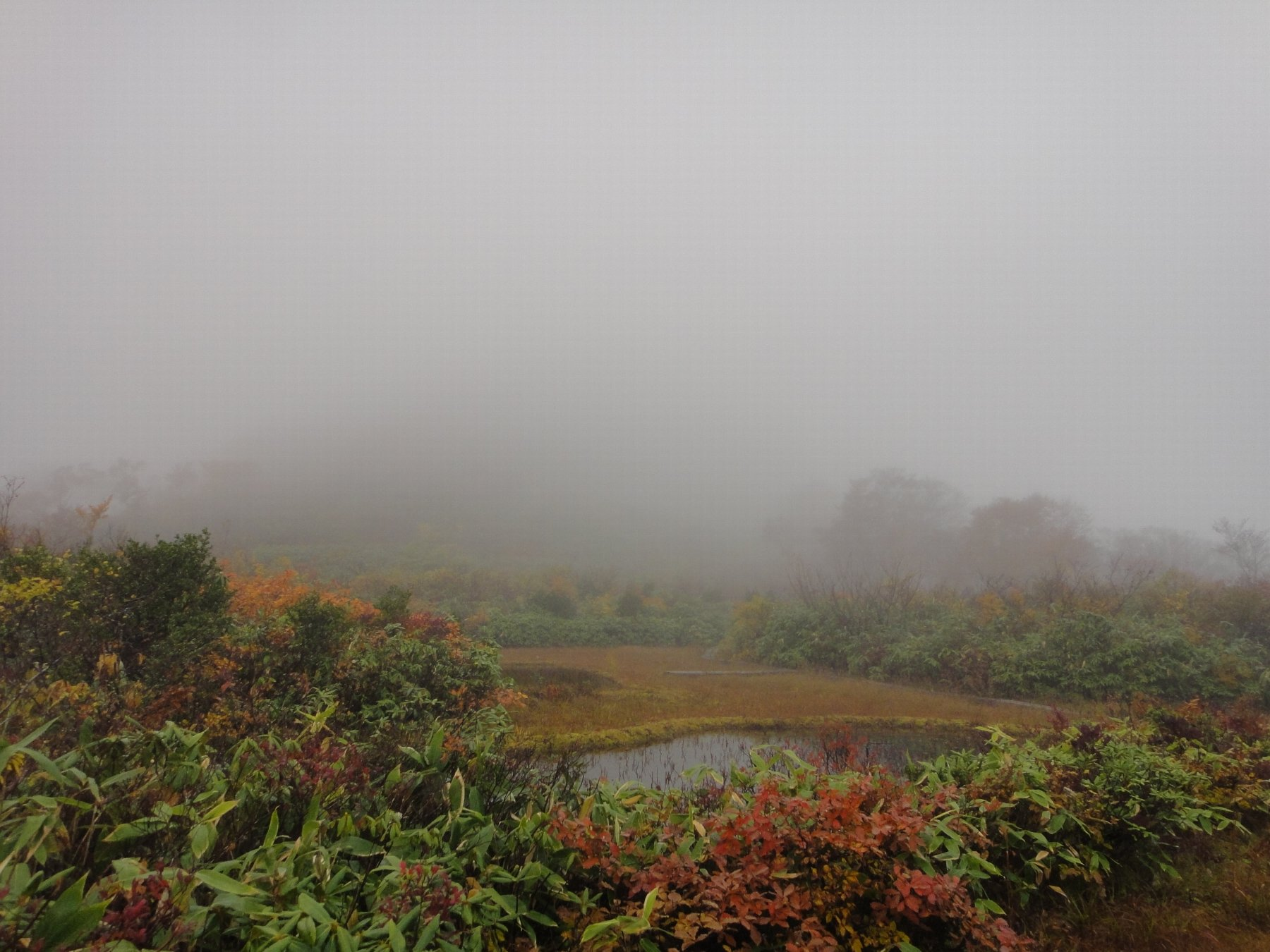
お田沼（岩野コース）
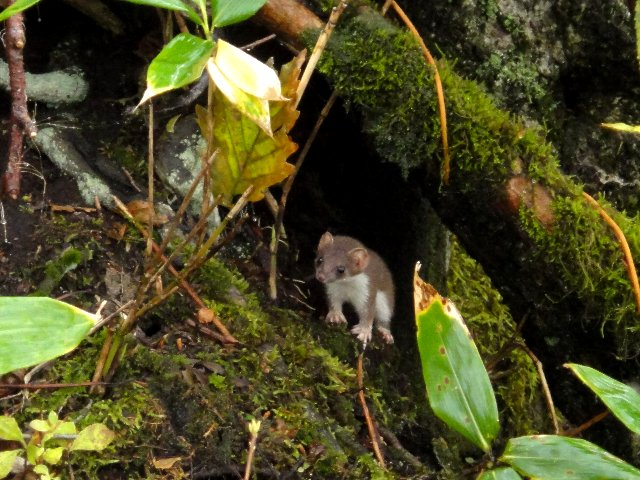
オコジョ